# Dogoia perfulvastra
Dogoia perfulvastra is een vlinder uit de familie van de Nachtpauwogen (Saturniidae), uit de onderfamilie van de Saturniinae.
De wetenschappelijke naam van de soort is voor het eerst gepubliceerd door Philippe Darge in 1994.
De soort komt voor in Kameroen, Centraal-Afrikaanse Republiek, Gabon en Congo-Brazzaville.